# رفتارشناسی، بوم‌شناسی و تکامل
رفتارشناسی، بوم‌شناسی و تکامل (به انگلیسی: Ethology Ecology & Evolution) یک مجلهٔ دوماهنامه علمی با داوری همتا است که تمام جنبه‌های بوم‌شناختی، تکامل یا ژنتیک رفتار را پوشش می‌دهد. این مجموعه در سال ۱۸۹۰ با نام مجلهٔ جانورشناسی ایتالیا (به ایتالیایی: Monitore Zoologico Italiano) تأسیس شد و نام آن بعدها در سال ۱۹۸۹ به نام کنونی‌اش تغییر یافت. این نشریه توسط انتشارات تیلور و فرانسیس منتشر می‌شود و سردبیر آن آلبرتو اوگولینی (از دانشگاه فلورانس) است.

## بنیانگذاران و ویراستاران

جولیو چاروگی
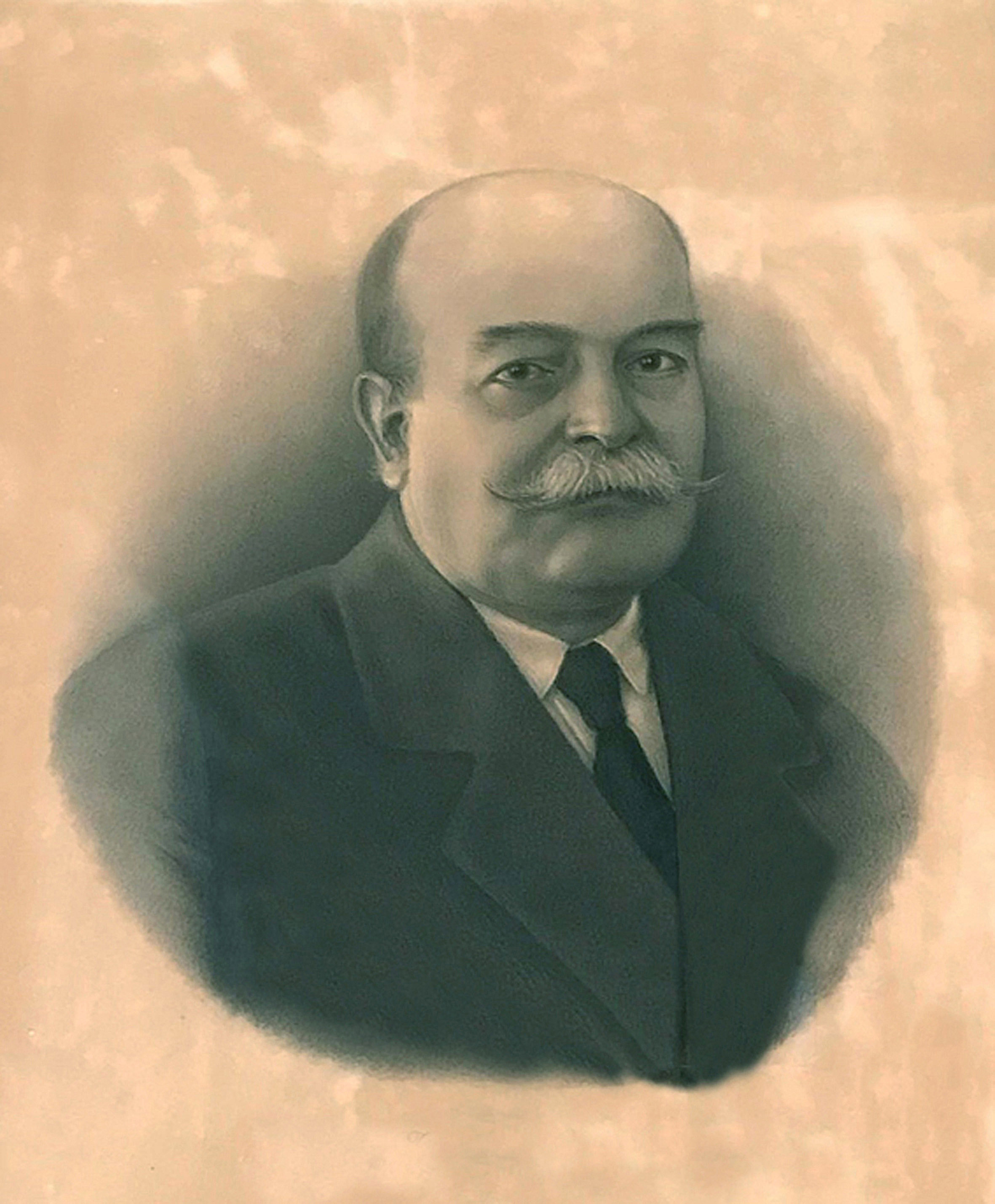
اوجینیو فیکالبی
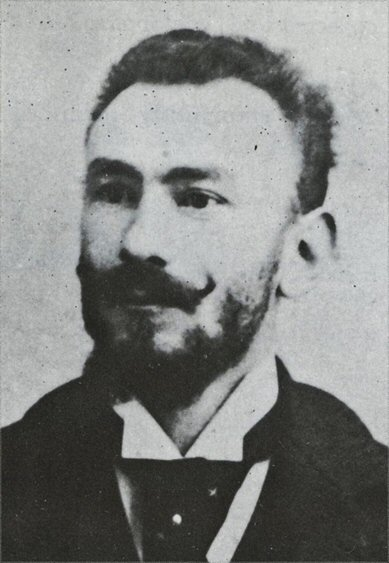
آنجلو سنا
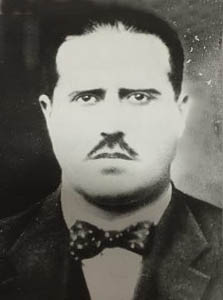
نلو بکاری
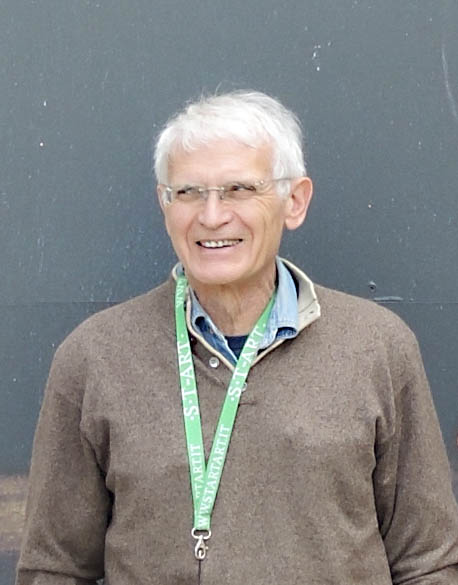
فرانچسکو دسی
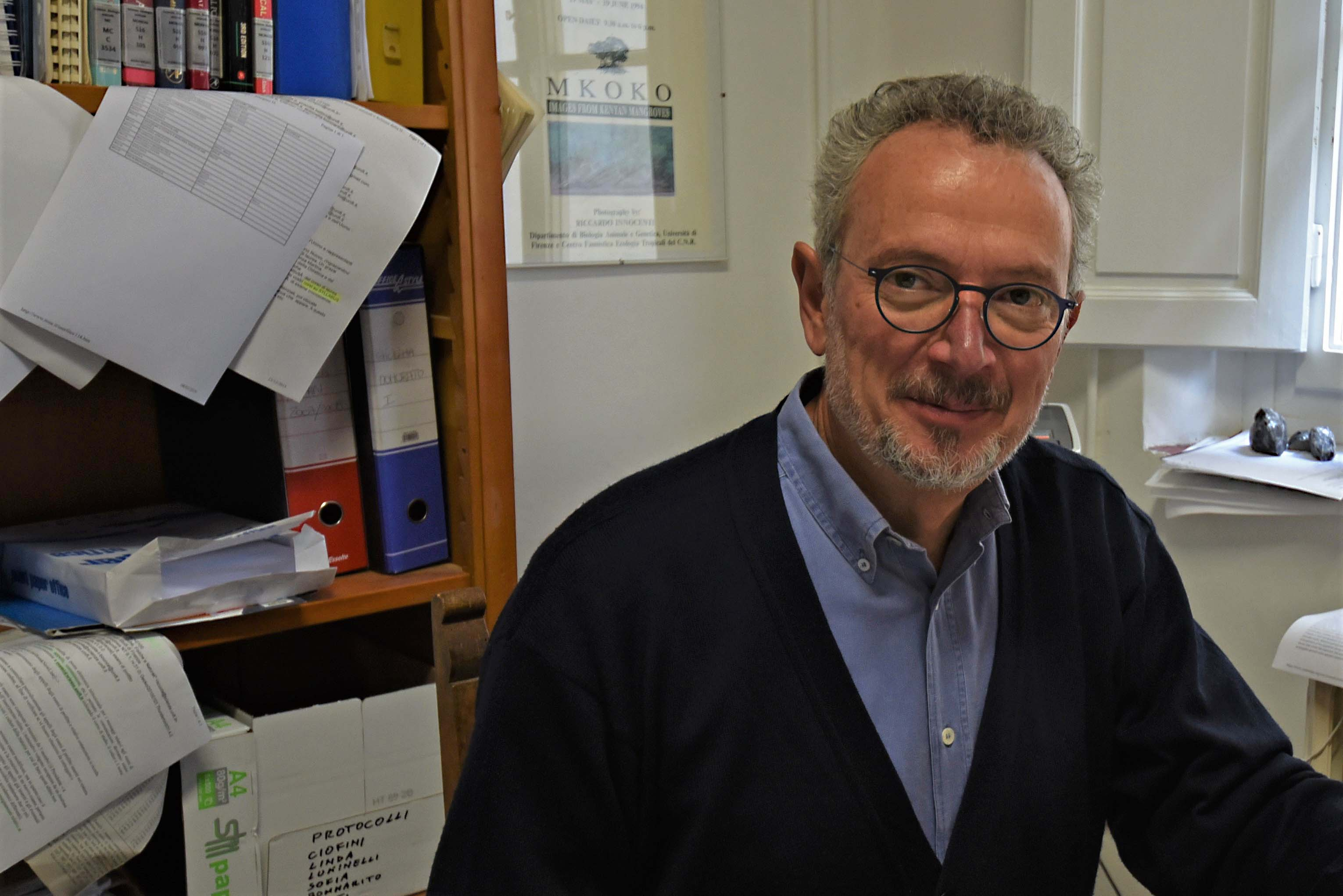
آلبرتو اوگولینی

## چکیده‌نویسی و نمایه‌سازی
این مجله در موارد زیر خلاصه و نمایه می‌شود:
- BIOSIS Previews[۲]
- Current Contents/کشاورزی، زیشت‌شناسی و علوم زیست‌محیطی[۲]
- نمایه استنادی علوم
- Science Citation Index[۲]
- اسکوپوس[۳]
- The Zoological Record[۲]

بر اساس گزارش‌های استنادی مجلات، ضریب تأثیر این مجله در سال ۲۰۱۶، ۱٫۵۸۲ است.